# Барон Понсонби Шёлбредский
Барон Понсонби Шёлбредский из Шёлбреда в графстве Сассекс — наследственный титул в системе Пэрства Соединённого королевства. Он был создан 17 января 1930 года для британского политика-лейбориста Артура Огастеса Уильяма Гарри Понсонби (1871—1946). Он был третьим сыном генерал-майора сэра Генри Понсонби (1825—1895) и правнуком Фредерика Понсонби, 3-го графа Бессборо (1758—1844). Артур Огастес Понсонби был младшим братом Фредерика Понсонби, 1-го барона Сисонби (1867—1935). Артур Понсонби был депутатом Палаты общин Великобритании от Стерлинга-Бургса (1908—1918) и Шеффилд-Брайтсайда (1922—1930), занимал должности парламентского заместителя министра иностранных дел (1924), парламентского заместителя министра по делам доминионов (1929), парламентского секретаря министерства транспорта (1929—1931), канцлера герцогства Ланкастерского (1931) и лидера Лейбористской партии в Палате лордов (1931—1935).
Внук 1-го барона — Томас Артур Понсонби, 3-й барон Понсонби Шёлбредский (1930—1990) — также был лейбористским политиком и в 1980 годах служил «главным кнутом» (главным парламентским партийным организатором) Лейбористской партии (1982—1990). Он был генеральным секретарём Фабианского общества (1964—1976).
По состоянию на 2025 год носителем титула являлся единственный сын последнего — Фредерик Мэтью Томас Понсонби, 4-й барон Понсонби Шёлбердский (род. 1958), который сменил своего отца в 1990 году. Лейбористский политик, он лишился своего места в Палате лордов после принятия Акта Палаты лордов 1999 года. Тем не менее, в 2000 году он получил звание пожизненного пэра как барон Понсонби Рохамптонский из Шёлбреда в графстве Западный Сассекс и смог вернуться в Палату лордов.

## Бароны Понсонби из Шёлбреда (1930)
- 1930—1946: Артур Огастес Уильям Гарри Понсонби, 1-й барон Понсонби Шёлбредский (16 февраля 1871 — 24 марта 1946), третий сын генерал-майора достопочтенного сэра Генри Фредерика Понсонби (1825—1895)[1];
- 1946—1976: Мэтью Генри Хуберт Понсонби, 2-й барон Понсонби Шёлбредский (26 апреля 1904 — 29 апреля 1976), единственный сын предыдущего[2];
- 1976—1990: Томас Понсонби, 3-й барон Понсонби Шёлбредский (23 октября 1930 — 13 июня 1990), старший сын предыдущего[3];
- 1990 — настоящее время: Фредерик Мэтью Томас Понсонби, 4-й барон Понсонби Шёлбредский (род. 27 октября 1958), единственный сын предыдущего[4];
  - Наследник титула: достопочтенный Кэмерон Джон Джексон Понсонби (род. 1995), единственный сын предыдущего.